# Логор Трнопоље
Логор Трнопоље је био логор за интернирање који су основале војне и полицијске власти Републике Српске у селу Трнопоље код Приједора у северној Босни и Херцеговини током првих месеци рата у БиХ. Такође различито називан концентрационим логором, заточеничким логором, логором, затвором и гетом, Трнопоље је у било ком тренутку држало између 4.000 и 7.000 логораша Бошњака и Хрвата и служило је као центар за масовне депортације, углавном жена, деце и старијих мушкараца. Између маја и новембра 1992, процењује се да је кроз њих прошло око 30.000 затвореника. Малтретирање је било широко распрострањено и било је бројних случајева мучења, силовања и убијања; умрло је деведесет затвореника.
У августу 1992. године западни медији су открили постојање приједорских логора, што је довело до њиховог затварања. Трнопоље је прешло у руке Међународног црвеног крста (ИРЦ) средином августа, а затворено у новембру 1992. године. Након рата, Међународни кривични суд за бившу Југославију осудио је неколико званичника Републике Српске за ратне злочине и злочине против човјечности због њихове улоге у логору, али је пресудио да злостављања почињена у Приједору нису представљала геноцид. Злочини у Трнопољу наведени су и у оптужници МКСЈ против бившег председника Србије Слободана Милошевића, који је преминуо усред суђења у марту 2006.

## Позадина
Према југословенском попису из 1991. године, Приједор је имао укупно 112.470 становника, од којих се 44 одсто изјаснило као Муслимани ( Бошњаци ), 42,5 одсто као Срби, 5,6 одсто као Хрвати, 5,7 одсто као Југословени и 2,2 одсто као "остали" ( Украјинци, Руси и Италијани ).  Приједор је био од стратешког значаја за Србе јер је повезивао сјеверозападну Босну са Републиком Српском Крајином (РСК) у Хрватској, отцијепљеном државом коју су успоставили хрватски Срби 1991. године. Такође 1991. године Срби из Приједора су организовали и успоставили у граду само српску управу и ставили га под контролу главног града Срба Бања Луке . За српског градоначелника Приједора проглашен је Миломир Стакић, љекар који је био замјеник изабраног градоначелника Бошњака Мухамеда Чехајића. 
Дана 30. априла 1992. године, снаге Срба преузеле су контролу над Приједором.  У преузимању је учествовало четири стотине полицајаца  Срба, чији је циљ био да узурпира функције председника и потпредседника општине, директора поште и начелника полиције. Српски службеници СЈБ и резервне полиције окупили су се у предграђу Чиркин Поље, где су подељени у пет група од по 20 припадника и наређено им је да преузму контролу над пет зграда, од којих је свакој групи додељена једна зграда: зграда скупштине., централе полиције, судова, банке и поште. Политичари Српске демократске странке (СДС) припремили су декларацију о преузимању власти, која је наредног дана у више наврата емитована на Радио Приједору. Међународни кривични суд за бившу Југославију (МКСЈ) закључио би да је преузимање било илегални државни удар, планиран и координиран дуго унапред са циљем стварања етнички чисте општине. Завереници нису крили план преузимања, а спроведен је координисаним деловањем српских политичара, полиције и војске. Миломир Стакић, водећа личност у државном удару, требало је да игра доминантну улогу у политичком животу општине током рата. 
Након преузимања власти, Бошњаци и Хрвати смијењени су са одговорних позиција. Дана 30. маја 1992. године, начелник приједорске полиције Симо Дрљача званично је отворио четири логора (Трнопоље, Омарска, Кератерм и Мањача ) у које су потом заточени несрби који нису напустили Приједор. Да би спречиле отпор, снаге Срба испитивале су све несрбе који су сматрани претњом и хапсиле сваког Бошњака и Хрвата који су имали власт или моћ. Мушкарци несрби ратног доба били су посебно мета за испитивање и одвојени од жена, деце и стараца. 

## Операција
Трнопоље је пре избијања рата у Босни и Херцеговини било претежно муслиманско село у општини Приједор.  Логор формиран у њему основан је на бази локалне основне школе, која је добила име по концепту братства и јединства (Основна школа Братство–Јединство ).  Трнопоље је држало и мушкарце и жене. Већина приједорских несрпкиња је у неком тренутку прошла кроз њега, а многе су силоване.  Укупно 30.000 људи је било заточено у логору од маја до новембра 1992.   У њему је било 4.000–7.000 затвореника у сваком тренутку. 
Трнопоље је различито описано као гето, затвор и логор. Извештај Уједињених нација (УН) из 1994. наводи да је Трнопоље био концентрациони логор који је функционисао као центар за масовне депортације углавном жена, деце и стараца. 
Избеглице наводе да је Трнопоље био "пристојан" логор у односу на Омарску и Кератерм јер није било систематских убистава, само произвољна.  Заиста, многи несрби су добровољно ушли у логор, „само да би избегли да дивља милиција пљачка њихове улице и села“. Ова појава навела је британског новинара Еда Вулијамија да опише Трнопоље као "перверзно уточиште" приједорских Бошњака и Хрвата. 
Многи затвореници су изгладњивани и физички или вербално злостављани током свог заточеништва. До августа 1992. године Трнопоље је држало око 3.500 људи.  Дана 7. августа 1992. репортери Британске телевизије ИТН снимили су заробљенике у Омарској и Трнопољу и снимили услове њиховог живота. Слике су приказане широм света и изазвале негодовање јавности. Ово је навело власти Срба да допусте новинарима и Међународном црвеном крсту (ИРЦ) приступ неким од приједорских логора, али не пре него што су најизнуђенији затвореници убијени или отпремљени у логоре далеко од очију јавности.  Око 200 бивших логораша издвојено је и убијено у масакру на Корићанским стијенама 21. августа 1992. године.  Публицитет који је створен открићем приједорских логора довео је до њиховог затварања до краја августа.   Средином августа Трнопоље је стављено у руке ИРЦ-а.  Логор је званично затворен тог новембра. 

## Последице
Главна зграда логора поново је функционисала као локална основна школа након рата у Босни. У близини школе подигнут је и споменик погинулим војницима Срба у рату.  Британски часопис Живи Марксизам је 1997. године тврдио да снимци снимљени у Трнопољу намерно погрешно представљају ситуацију у логору. Ово је довело до тога да ИТН тужи ЛМ за клевету 2000. године. Након победе ИТН-а у судском спору у којем су докази које је дао доктор логора навели ЛМ да одустане од своје одбране, часопис је прогласио банкрот, избегавајући плаћање велике одштете.  
Удружење "Приједор 92", које представља преживеле из приједорских логора, процењује да је у логору током његовог рада страдало 90 логораша.   Током суђења Миломиру Стакићу, тужиоци МКСЈ-а су тврдили да је неколико стотина несрба убијено у Трнопољу између маја и новембра 1992. године.  МКСЈ процењује број убијених логораша у свим логорима које су водили Срби у Приједору на 1.500. 

### Оптужнице и суђења
Миломир Стакић је у јулу 2003. године осуђен због улоге у формирању логора у Трнопољу, Кератерму и Омарској и осуђен на доживотну казну затвора. Ослобођен је оптужбе за геноцид.  У марту 2006. године Стакићу је казна у жалбеном поступку смањена на 40 година. Суд је потврдио његову осуђујућу пресуду за истребљење и прогон несрпског становништва Приједора, али је потврдио и ослобађајућу пресуду по оптужби за геноцид.  Зоран Жигић, таксиста из Приједора, осуђен је у новембру 2001. на 25 година затвора због злостављања, премлаћивања, мучења, силовања и убијања заточеника у Трнопољу, као и у Кератерму и Омарској. Пресуда му је потврђена у фебруару 2005. и потврђена му је казна од 25 година.  Злочини почињени у Трнопољу, Кератерму и Омарској наведени су у оптужници МКСЈ против председника Србије Слободана Милошевића после рата.  Милошевић је умро у својој ћелији 11. марта 2006, пре него што му је суђење могло да буде завршено.  Међународни суд правде  представио је своју пресуду у предмету геноцид у Босни 26. фебруара 2007. године, у којој је испитао злочине почињене у логорима, укључујући Трнопоље, у вези са чланом 2 (б) Конвенције о геноциду. Суд је у својој пресуди навео:
Пошто је пажљиво испитао доказе који су му предочени, и узевши у обзир оне предочене МКСЈ, Суд сматра да је потпуно убедљивим доказима утврђено да су припадници заштићене групе систематски били жртве масовног малтретирања, премлаћивања, силовања и мучења. тешке телесне и психичке повреде током сукоба, а посебно у заточеничким логорима. Захтјеви материјалног елемента, како је дефинисано чланом ИИ (б) Конвенције, су тиме испуњени. Суд, међутим, на основу доказа пред њим констатује да није коначно утврђено да су та зверства, иако могу представљати ратне злочине и злочине против човечности, почињена са специфичном намером (долус специалис) да се униште заштићена група, у целини или делимично, потребна да би се утврдило да је геноцид почињен.

## Фусноте
1. 1 2 3  Human Rights Watch 1997.
2. ↑  ICTY 30 March 2006.
3. 1 2  ICTY Kvočka et al. CIS.
4. ↑  Nizich 1993, стр. 139.
5. 1 2  Halilovich 2013, стр. 90.
6. 1 2  Stiglmayer 1994, стр. 87.
7. 1 2  Vijesti 25 May 2010.
8. 1 2  Nezavisne novine 26 May 2012.
9. 1 2  United Nations 28 December 1994.
10. ↑  Clark 2014, p. 94, note 24.
11. ↑  Halilovich 2013, стр. 91.
12. 1 2  Stiglmayer 1994, стр. 88.
13. 1 2  ICTY 31 July 2003.
14. 1 2  Vulliamy 15 March 2000.
15. 1 2  Connolly 4 August 2002.
16. ↑  Nizich 1993, стр. 33.
17. 1 2  BBC 22 March 2006.
18. ↑  BBC 31 July 2003.
19. ↑  BBC 26 September 2002.
20. ↑  BBC 11 March 2006.
21. ↑  „The Application of the Convention on the Prevention and Punishment of the Crime of Genocide (Bosnia and Herzegovina v. Serbia and Montenegro), case 91” (PDF). International Court of Justice. 26. 2. 2007. стр. 119. Архивирано из оригинала (PDF) 1. 3. 2011. г. Приступљено 29. 11. 2008.